# Moenkhausia pankilopteryx
Moenkhausia pankilopteryx é uma espécie de peixe caracídeo, pertencente ao gênero Moenkhausia. É endêmica ao Brasil, ocorrendo nos estados de Pará, Mato Grosso e Rondônia. De acordo com a União Internacional para a Conservação da Natureza, seu estado de conservação é pouco preocupante.